# ویژخلاس (استان ووتسکی)
ویژخلاس (به لاتین: Wierzchlas) یک روستا در لهستان است که در گمینا ویژخلاس واقع شده‌است. ویژخلاس ۲٬۰۰۰ نفر جمعیت دارد.